# 富士ミネラルウォーター
富士ミネラルウォーター（ふじミネラルウォーター）は、東京都渋谷区に本社を置く富士急グループの飲料メーカーである富士ミネラルウォーター株式会社により製造・販売されているミネラルウォーターのブランドである。

## 概要
富士急行創設者の堀内良平が1929年（昭和4年）に堀内合名会社（現在の富士ミネラルウォーター株式会社）を設立し、山梨県下部の富士身延鉄道（現在の身延線）の土地で湧出した水を「日本ヱビアン（NIPPON EVIAN）」として製造開始したことに由来する、日本最古の炭酸を含まないミネラルウォーターである。日本初のミネラルウォーターの製造・販売を行った同社の初の顧客は帝国ホテルであり、現在でも同ホテルで利用され続けている。
戦時中は「ヱビアン」が敵性語であることから1941年に「富士鉱泉水」に名称を変更。戦後の1946年に現在の富士ミネラルウォーターに改称され、今に至る。
ミネラルウォーター以外にも、日本で初めてペットボトル、保存水、ワインビネガーを販売した。
1960年に山形県で発生した漁船「第十一日進丸」の遭難事故の際に、同社が日本で初めて発売していた備蓄用水、「救命水」が同漁船に備えられていたことで漁船員は11日間の漂流の末に生還を果たすことが出来た。同事故は大ニュースとなり、その後運輸省によって「船舶救命設備規則」が定められたことにより船舶に救命水が常備することが義務付けられ、同社の救命水、後の「富士ミネラルウォーター非常用保存水（当時はFUJI救命水）」が多くの企業で求められるようになった。その後も、昭和42年11月のマグロはえなわ漁船「第三海伸丸」、昭和43年5月の「第一太功丸」、昭和49年3月の「第一静竜丸」などの漁船遭難事故の全てで、常備されていた同社製品により乗組員全員が救助された。
長らく皇室御用達飲料水として使用されている他、1979年、1986年、1993年の東京サミットや2000年の沖縄サミット、2007年の北海道洞爺湖サミット、2019年のG20大阪サミット、2023年などのG7広島サミットなど国際的な公式行事、2014年と2017年の日米首脳会談、1981年のローマ法王ヨハネ・パウロ2世訪日時、2019年のフランシスコ法王訪日時への献上にも使用された。
他にも、先述の帝国ホテルやホテルオークラ、ホテルニューオータニのホテル御三家、マンダリン・オリエンタル東京、東京マリオットホテル、アマン東京、アマネムといった高級ホテルや山の上ホテルなどの老舗ホテル、高級スーパーの明治屋の推奨品であるほか紀ノ国屋でも取り扱われている。他にも、銀座天一をはじめとする高級レストラン、東京會舘、スターバックス、猿田彦珈琲、三鷹の森ジブリ美術館、東京ディズニーランドの会員制施設であるクラブ33などといった施設、店で利用・販売されている。ホテルオークラでは今でもオリジナルラベルを提供しているが、かつて帝国ホテル、山の上ホテル、アマン東京にもオリジナルラベルを提供していた（帝国、アマンは紙パックへ移行。山の上ホテルは閉鎖したことによる）。
慶應義塾大学のオリジナル・ミネラルウォーター「慶應の水」の製造も富士ミネラルウォーターで行っている。
また、2020年にはホテル日航成田が企画したアクアソムリエが厳選する「世界のミネラルウォーター」に選ばれた。
2024年5月、JAXURY AWARD2024を受賞した。

## 製品
主力商品の富士ミネラルウォーターのほか、日本初のワインビネガーであるホリスワインビネガー、富士プレミアムスパークリングウォーターなどの商品も製造・販売している。
2020年11月には、”サウナのあとのととのいウォーター”としてマンガ家のタナカカツキ氏デザインのラベル仕様の『サ水』を発売した。

## 愛飲者
皇族:昭和天皇、上皇明仁、 高松宮宣仁親王、梨本宮守正王、閑院宮家、伏見宮家
政治家:徳川家達、近衛文麿、一条実孝、西園寺公望、岸信介、池田勇人、藤山愛一郎、石井光次郎、石橋湛山、後藤新平、若槻禮次郎、幣原喜重郎 、犬養毅、宇垣一成、原田熊雄、ロバート・クレイギー、ジョセフ・グルー
実業家：佐藤喜一郎、石坂泰三、奥村綱雄、永野重雄、岩佐凱実
文化人：徳富蘇峰、横山大観、大佛次郎、村松梢風、井伏鱒二、林房雄、福田恆存、吉川英治、小島功、梅崎春生、安藤鶴夫、村松梢風、ポール・クローデル、江上波夫
スポーツ選手: 金田正一 、別所毅彦、海老原博幸
芸能人: 畠山みどり

## 逸話
富士ミネラルウォーターの設立と同年に命名された特急富士の食堂車「みかど」のメニューには、日本ヱビアンが載っており、8銭で販売されていた。
発売当時の日本では井戸水などを飲用水として活用しており、水を壜に入れて販売することは考えられなかったため、売れるわけがないと「悪罵嘲笑」の的になったという。そこで、堀内良平は知己の後藤新平をはじめとする政財界に呼びかけを行い、頒布会の「水を飲む会」を発足。1升瓶10本を3円で販売し、常用者の増加につながった。
当初の商品名である日本エビアンは、後藤新平の案による。
当社商品が初めて海外へ進出したのは、昭和11年に安川雄之助を使節代表とする経済使節団にタイへ携行された際である。
日本画家の横山大観は、「日本酒に富士ミネラルウォーターを混ぜると旨い」と語り、富士山を描く際に愛飲したという。
戦後間もなく、高松宮宣仁親王が光輪閣へ赴いた際に、「日本エビアンは今どうなっているのか」と懐かしがり、以後同所で飲料水として使用されるようになった。
戦時中、梨本宮守正王（当時元帥）は、昭和8年に梨本宮家で行われた富士山麓電鉄の企業PR映画、「銀嶺、富士に甦る」の試写会の中で日本エビアンを知った縁で、中国大陸の戦跡各地の視察中行く先々に「富士鉱泉水」を置いていった。
太平洋戦争では軍需品の指定を受け、南洋諸島、シンガポール、フィリピン、タイなどの戦地へ、陸軍省、海軍省から三井物産、三菱商事、大倉商事を通じて送られていた。
国鉄スワローズ（当時）で400勝を記録した金田正一は、試合が終わると富士ミネラルウォーター900ml瓶を一気飲みしたという。
1941年9月27日、日独伊三国同盟締結一周年を記念して豊田貞次郎外務大臣主催の元執り行われた午餐会でも「日本エヴィアン」が供され、オイゲン・オット大使などに供された。
戦時中は出撃前の水盃として使われていた。当初は出撃直前に恩賜の酒、煙草、水を与えられていたが、物資不足が深刻になるとこの内一つを選択するようになった。その中で、最も希望が多かったのが「富士鉱泉水」つまり恩賜の水であった。
戦争中は、海軍には潜水艦用に、陸軍には南方作戦にそれぞれされていた。
裏千家が東京で行う初釜において、当製品が使われていたことが記録に残っている。
1960年5月、日米修好100年の親善使節団長として羽田空港を発つ吉田茂のは富士ミネラルウォーターを木箱でいくつも運び、現地で開くパーティーと自身の飲料水として携行していた。同記事によれば、吉田氏は一年中富士ミネラルウォーターを飲用していたという。
1961年、エチオピア皇帝のハイレ・セラシエ1世が羽田空港に到着した際「日本にはミネラルウォーターがあるか」と下問され、富士ミネラルウォーターを献上した結果「フランスのエビアン以上においしくて快適」と述べたという。同国のアスリートで史上初の2大会連続優勝を果たしたアベベ・ビキラも、同皇帝の推薦により1964年東京オリンピックで飲用した。
イラン・イラク調査団団長だった江上波夫は中近東の調査に携行し、非常に高熱の地帯でも品質が変わらず、むしろ飲用により慢性胃潰瘍が完治したと述べた。
業界で初めてペットボトルを採用した。

## 環境への取り組み
非常用保存水において環境負荷を低減するためにいち早くラベルレスウォーターを導入したほか、2021年7月には紙パック製品を販売開始し、同製品によりプラスチック使用量を75%削減した。また、2025年1月にはアルミ缶ボトル製品を販売開始した。これにより、リサイクル率95％、水平リサイクル率73.8%と、循環型商品のラインナップを拡充した。

## 推薦文、寸評、評価
「これはステキな水だ」前田青邨
「天下第一泉」岸信介
「霊泉ニテ茶ヲ点ズレバ　壽ニシテ康ナリ」甘露寺受長
「観光客には日本エビアン水を薦めよ」新井尭爾
「酒飲みに是非薦めたい日本エビアン水」田原和男
「淡々たる味」萩原井泉水
「小児には提供の生水を飲ませよ　『泣く子に乳』は間違った観念」「生水の選択は最も注意を要するが富士ミネラルウォーターのごとき清純生き生きとした天然鉱泉水を与えることは理想的である。」斎藤潔
「現代人は水の飲み方が不足　もっと自然の水をお飲みなさい」正木不如丘
（昭和52年に赤坂御所で昭和天皇が主宰した春の園遊会において）「水は富士ミネラル」
「一口にミネラル・ウォーターと言っても、銘柄がいろいろある。（中略）そのなかでわたしがうまいと思うのは富士で、ヌノビキやサントリーはほんのすこし劣るような気がする（中略）小びんで5円、サントリーの方が富士より安いことは知りながら、なるべく富士を飲むようにしているのはそのせいだ。」丸谷才一
「戦前エヴィアン時代は、強酒の後は舞や一升瓶を枕もとに置き愛用し、久米正雄が潰瘍を患つた時もすゝめて飲ませました。（中略）家内は早速茶の湯に使ひ、水道の比ではなく癖がなく茶が美味だと申してをりました。」大佛次郎
「このごろ、デパートの洋酒売り場へゆくと、必ず売っているのが、水のビン詰めである。（中略）もちろんこの水、金をとって売るだけあって、ただの水ではない。「信玄公のかくし湯」で知られる、甲州は下部温泉の鉱泉水である。（中略）デパートで売っているだけではなく、一流ホテル、バー、クラブではほとんど使っている。各国大、公使館や宮内庁の飲料水は、すべてこの水だそうである。先日、皇太子殿下、美智子妃が中南米にお出かけになったおりも、ミネラルウォータご持参だった。白たび宰相吉田茂は再三の外遊に、やはりこのミネラルウォーターは必携だったし、野球の別所、金田もミネラルウォーター党で有名だ。岸信介、藤山愛一郎、石井光次郎、奥村綱雄、永野重雄といったそうそうたる政財界の巨頭達、大佛次郎、井伏鱒二、林房雄、伊志井寛、島田正吾、辰巳柳太郎、小桜葉子などの作家、芸能人も、ミネラルウォーターファンとして有名だ。」
「酒党にとつては救いの水」林房雄
「この火傷を朝のむ水で治したのである。この水は、ミネラルウォーター（下部温泉の鉱泉）である。…この水こそ、養老の水である。…この水は私には欠かすことのできない健康の一つである。」宮永岳彦
「このミネラルウォーターが備えてあるなしが、一流バーたる資格のひとつ」岩川隆
「富士ミネラルウォーターはくせがなく、エビアンの日本版としてメキメキ売り出しているが、日本人もこのような鉱泉水の味をもっと知るようになることだ。私はエビアンに代って愛飲している。」薩摩治郎八
「（富士ミネラルウォーターは）飲料水に最適な鉱泉水を精製したビン詰です・渓流の冷たいせせらぎを思わせるさわやかなおいしさ―。お茶・ウイスキーの水割りも一層おいしくいただけます。」日本橋三越
「これがほんとの水商売　健康にもよく、うまいと愛用者のふえた富士ミネラルウォーター」
「ナゾの”活き水”甲州下部鉱泉水でつくった富士ミネラルウォーター」
「神秘の水　ミネラル・ウォーターの話」
「羽のはえた『鉱泉』全国へ大量の出荷　その名もミネラル・ウォーター」
「プリンス・フライト　鉱泉水も積み込む　二万八千キロを飛ぶ飛行機」
「いつもすこやかに零歳から百歳まで　富士ミネラルウォーターの効用　傷をなおし胃病にもよい」